# Achiri
Achiri ist eine Ortschaft im Departamento La Paz im südamerikanischen Anden-Staat Bolivien.

## Lage im Nahraum
Achiri ist zentraler Ort des Kanton Achiri im Municipio Caquiaviri in der Provinz Pacajes. Die Ortschaft liegt auf dem bolivianischen Altiplano auf einer Höhe von 3900 m an einem der Zuflüsse des Río Desaguadero. Achiri liegt auf halber Strecke zwischen dem Titicacasee im Norden und dem 95 km entfernten Nevado Sajama im Süden, dem mit 6542 m höchstem Berg Boliviens.

## Geographie
Achiri liegt zwischen den Gebirgsketten der Cordillera Oriental und der Cordillera Central im andinen Trockenklima des Anden-Plateaus mit einem mittleren Jahresniederschlag von etwa 500 mm (siehe Klimadiagramm Nazacara). Die Region weist ein ausgeprägtes Tageszeitenklima auf, bei dem die mittleren Temperaturen im Tagesverlauf stärker schwanken als im Jahresverlauf.
Die Jahresdurchschnittstemperatur der Region liegt bei 9 °C, die Monatsdurchschnittstemperaturen schwanken nur unwesentlich zwischen 5 °C im Juli und 10 °C im Dezember. Die Monatsniederschläge liegen zwischen unter 10 mm in der Trockenzeit von Mai bis August, und 100 bis 125 mm im Januar und Februar.

## Fossillagerstätte
Bei Achiri befindet sich eine bedeutende Fossillagerstätte aus dem Miozän, in der beispielsweise Überreste von Plesiotypotherium achirense, einem Vertreter der Notoungulata, und Pollen gefunden wurden.

## Verkehrsnetz
Achiri liegt in einer Entfernung von 148 Straßenkilometern südwestlich von La Paz, der Hauptstadt des gleichnamigen Departamentos.
Von La Paz aus führt die asphaltierte Nationalstraße Ruta 2 bis El Alto, von dort die Ruta 19 in südwestlicher Richtung als Asphaltstraße bis Viacha, von dort als unbefestigte Piste über Caquiaviri nach Achiri und weiter nach Charaña an der chilenischen Grenze.

## Bevölkerung
Die Einwohnerzahl der Ortschaft ist in den vergangenen beiden Jahrzehnten auf etwa das Fünffache angestiegen:
| Jahr | Einwohner | Quelle       |
| ---- | --------- | ------------ |
| 1992 | 119       | Volkszählung |
| 2001 | 646       | Volkszählung |
| 2012 | 556       | Volkszählung |
| 2024 |           | Volkszählung |

Der zu Achiri gehörende Kanton hatte im Jahr 2001 eine Bevölkerungszahl von 2.776 Einwohnern. Die Bevölkerung der Region gehört vor allem dem indigenen Volk der Aymara an.

## Persönlichkeiten
- Freddy Mamani Laura (* 1974), Politiker